# Mariestad
Mariestad ist eine Stadt in der schwedischen Provinz Västra Götalands län und historischen Provinz Västergötland. Sie liegt an der Europastraße 20 etwa 180 Kilometer nordöstlich von Göteborg an der Mündung des Flusses Tidan in den See Vänern. Mariestad ist auch der Hauptort der gleichnamigen Gemeinde.

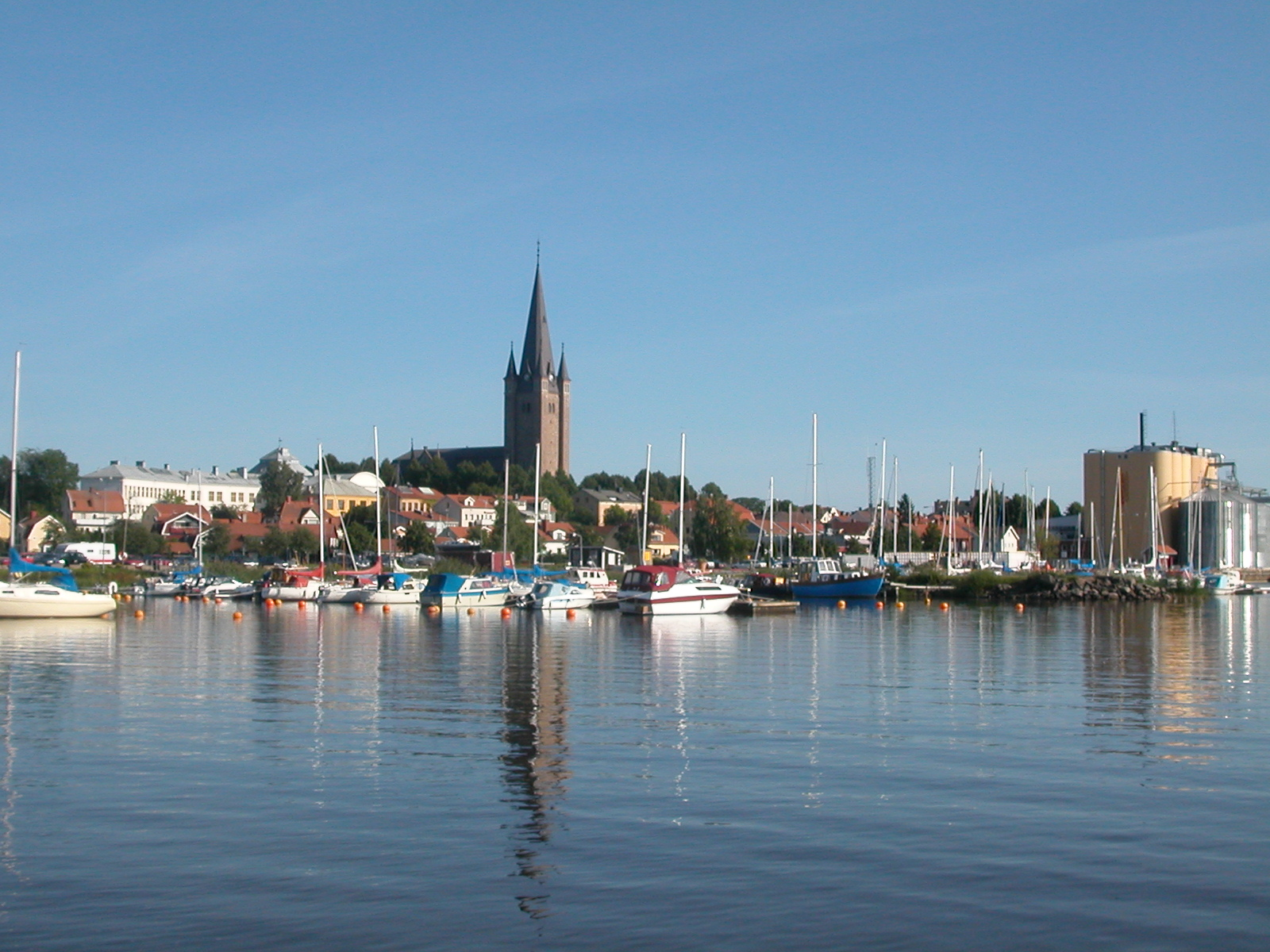
Mariestad mit Dom

## Geschichte
Mariestad wurde 1583 von Herzog Karl, dem späteren König Karl IX., an der Mündung des Flusses Tidan in den Vänern gegründet und nach seiner Gemahlin Anna Maria von der Pfalz benannt. 1584 wurde Mariestad Bischofssitz eines neu gegründeten Bistums, 1647 wurde dieser Bischofssitz nach Karlstad verlegt. 1660 wurde Mariestad Residenzstadt der Provinz Skaraborgs län, was der Stadt eine stabile Entwicklung sicherte. Ende des 19. Jahrhunderts und im 20. Jahrhundert erfolgte ein industrieller Aufschwung.

## Wirtschaft
Heute ist Mariestad zwar nicht mehr Residenzstadt, da Skaraborgs län im Jahre 1998 zusammen mit zwei weiteren Provinzen in die neugebildete Provinz Västra Götalands län einging, aber die Stadt ist immer noch Verwaltungszentrum und beherbergt eine Reihe von Industriebetrieben im Bereich Haushaltswaren (Electrolux), Papiererzeugung und Möbelherstellung.
Mariestad besitzt einen Bahnhof an der Bahnstrecke Gårdsjö–Håkantorp, von wo aus Göteborg und Örebro erreichbar sind.

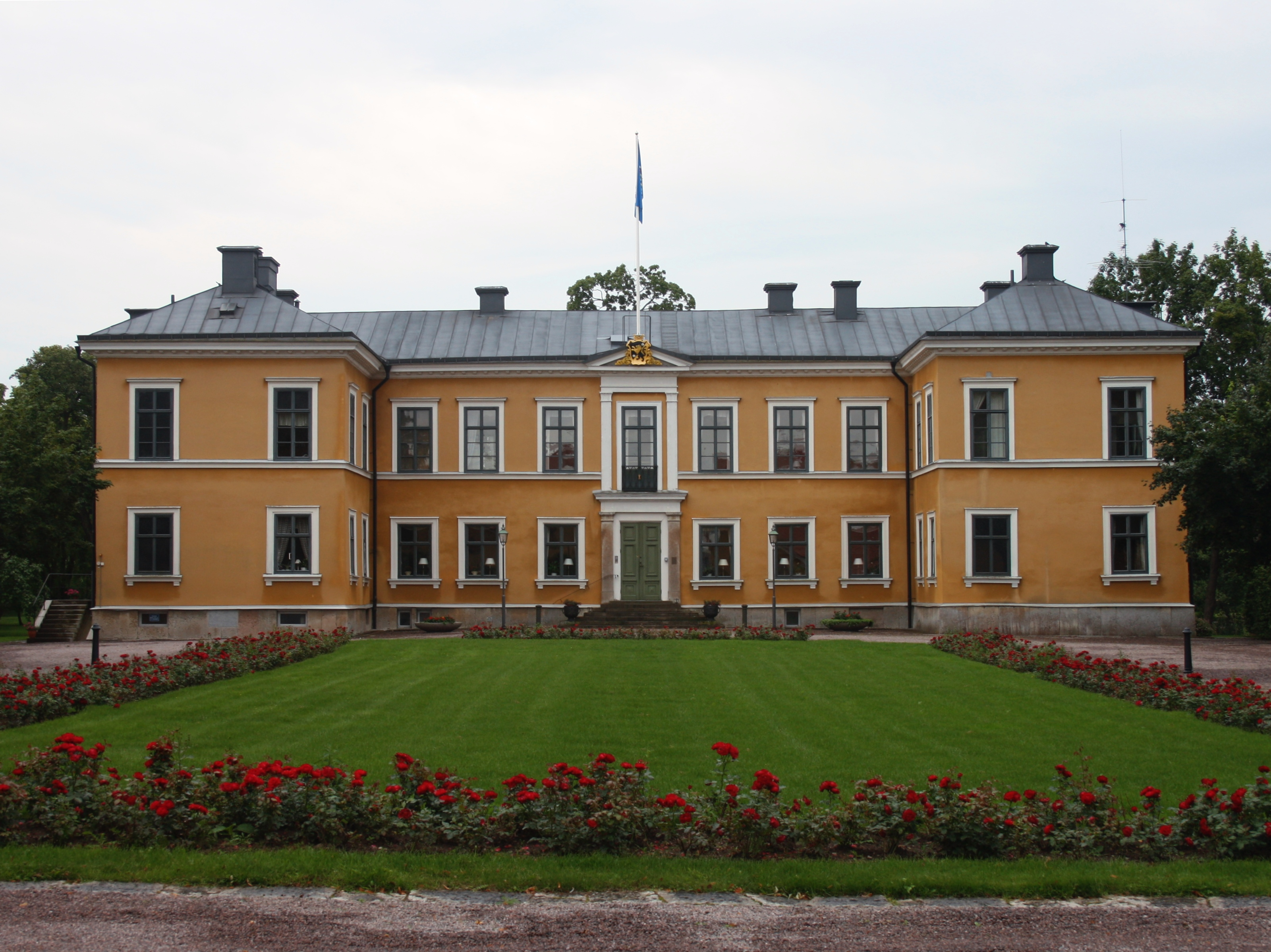
Schloss Marieholm

## Sehenswürdigkeiten
Mariestads bekannteste Sehenswürdigkeit ist der Dom. Schloss Marieholm war das Residenzschloss und beherbergt heute mehrere Museen.

## Sport
- Mariestad BoIS HC, Eishockeyverein in der HockeyAllsvenskan
- Mariestad BoIS FF, Damenfußballmannschaft
- IFK Mariestad: Fußball
- Mariestads BK: Fußball
- MAIF: Badminton, Handball, Leichtathletik
- Elless IF: Bandy
- Töreboda/Mariestad Tornados: Fraueneishockey
- Mariestads VSK: Wasserski
- Mariestads FK: Orientierungslauf
- LVBK: Leksbergs Volleyboll klubb – Volleyball

## Persönlichkeiten
- Per Scheffer (1718–1790), Feldmarschall
- Axel Lindahl (1841–1906), Fotograf
- Anna Nordgren (1847–1916), Malerin
- Owe Adamsson (1935–2023), Radrennfahrer
- Sven-Åke Johansson (1943–2025), Komponist, Musiker, Autor und bildender Künstler
- Urban Ahlin (* 1964), Politiker
- Margit Borg (* 1969), Badmintonspielerin
- Sebastian Collberg (* 1994), Eishockeyspieler